# 近衛十四郎
近衛 十四郎（このえ じゅうしろう、1914年4月10日 - 1977年5月24日）は、戦前から戦後にかけて活躍した時代劇俳優。数多くの時代劇ファンを魅了する殺陣は「日本映画史上最も殺陣の上手い役者」「古今東西ナンバー1」と評される。本名、目黒 寅彦（出生名は寅一、のち改名）。新潟県長岡市出身。

## 来歴・人物

### 戦前・戦中
新潟県長岡市西新町で、父・目黒多七、母・ミカの長男として生まれる（姉と妹に挟まれた長男だが、実の長男は早世しており正確には次男）。13歳で父を亡くし、その後は母によって育てられる。
長岡工業学校卒業後、映画俳優を目指し、1932年市川右太衛門プロダクションに研究生として入団する。最初の芸名は長岡秀樹だった。東亜キネマを経て、役者の腕ではなく野球の巧さ（ショートの守備は映画界でも白眉だったという）を買われて日活に引き抜かれ、『血煙り荒神山』でデビューした。しかしもっぱら「鉄棒組（大勢で「御用!御用!」と連呼する「捕り手」集団の一人）」に甘んじていた。
1934年、長岡が20歳のとき、右太衛門プロから独立し枚方市に映画製作会社「亜細亜映画」を設立したばかりだった映画監督白井戦太郎に見出され、白井の勧めで近衛十四郎と改名。4月には亜細亜映画第1回作品『叫ぶ荒神山』に主演。吉良の仁吉役でデビューを飾り、続けて翌月には『曲斬り街道旅』でも主演を務める。その後、亜細亜映画は第一映画社と改称、さらに近衛の主演作を1本撮るが興業的に不振に終わり、9月に発生した室戸台風で撮影所が倒壊、資金難から再建不能に陥り、結局、この年限りで倒産する。
1935年、21歳で白井戦太郞とともに大都映画社に移って主演。剣戟の看板スターとしての名声を獲得する。
1936年、兵役法の命により、新潟の新発田歩兵第16連隊に入隊する。1939年、映画界復帰。ちなみに大都映画ではこの「近衛不在」という事態を受け、松竹から引き抜いたのが大乗寺八郎だった。近衛復帰後は1942年に大都映画が合併で消滅するまで、互いにライバル心を燃やしたという。
1941年、第二次世界大戦が勃発、この年に女優の水川八重子（本名：角西やゑ）と結婚。
1942年、28歳。戦時映画社統合によって大都映画社は日活、新興キネマとともに合併され大日本映画製作株式会社（大映）となる。大映は既に剣戟四大スター（阪東妻三郎、片岡千恵蔵、嵐寛寿郎、市川右太衛門）を抱えており、近衛の出番はなく、これに加え、フィルム統制により製作本数が激減したことにより多くの俳優が仕事を失うという状況下、近衛は妻・やゑ（女優・水川八重子）と大都映画の退職金2人分を投じ、一座を結成して国内各地を実演興行して回った。座員は大都映画から引き連れた俳優に浅草の軽演劇から名うての役者を数名引き抜き、多い時には総勢50名近い大所帯だった。7月23日、長男・浩樹（こうじゅ。のちの松方弘樹）誕生。
そのさ中に再び召集を受け出兵。第19師団を有した朝鮮は羅南で終戦を迎えた。その後は中国・延吉に送られ、1年9か月の間、捕虜生活を送った。劣悪な環境で栄養失調になり発疹チフスや壊血病に苦しんだという。その後シベリアへ連行される予定だったが、食事を摂らず痛がる演技をするなどして、連行を逃れている。1946年、赤羽で復員から除隊した。
1947年8月15日、次男・祐樹が誕生。
その後は実演を再開。多くの映画俳優が映画界に復帰する中、近衛は1952年まで10年間にわたり、実演興行に拘り続けた。しかし、1940年代末期、GHQによるさまざまな規制が緩和され、実演興業でも浅草を中心にストリップが息を吹き返すと、客足は女剣劇に流れ、剣戟芝居の人気は衰退の一途を辿っていった。

### 映画界復帰
戦後は新東宝からカムバック。『江戸群盗伝』『修羅桜』などに主演。1953年、新東宝系列の芸能事務所「綜芸プロ」に所属したが、新東宝では端役同様の扱いからの出直しを余儀なくされていた。そんな中、松竹では、大映との契約が切れ、松竹時代劇を支えていた阪東妻三郎が死去した。時代劇のチーフ監督、大曾根辰夫は近衛を気に入り、スカウトする。1954年には正式に松竹に移籍、時代劇で悪役筆頭や主役と同等の立ち役を務め、阪妻亡き後の松竹時代劇の屋台骨を高田浩吉と支えることとなった。1957年の『まだら頭巾剣を抜けば 乱れ白菊』で本格的に主演を務め、近衛を主演スターとして売り出そうとなった矢先の1959年、松竹は時代劇映画制作からの撤退を発表した。
同じころ、邦画会社で観客動員No.1となっていた東映は、社長の大川博が「日本映画の収入の半分は東映がいただく」と豪語。その一方でテレビの普及で動員数は減少傾向を見せ始める。1959年、1社による「2系統2本立て配給」を目指し、前年に社内で発足していた「東映テレビ映画」が「第二東映」と改称され発足。役者不足を補うため、近衛は同じ松竹の高田浩吉や東宝の鶴田浩二らと共に東映に引き抜かれ、1960年、東映に移籍。同時期に移籍した品川隆二、黒川弥太郎とともに第二東映の看板スターとして活躍する。しかし第二東映は「東映」の名を冠しながらも片岡千恵蔵、市川右太衛門クラスのスターは出演できないルールがあり、興業収入はおよそ本家には及ばなかった。そこで現代劇に作品を絞り「ニュー東映」と名称を変更するが、状況は変わらず、1961年、劇場用映画から撤退、近衛はじめ所属俳優は東映本社所属となる。その後、その主演作は白黒作品ばかりではあったが、ヒーロー然としないニヒルな浪人役など阪東妻三郎的ともいえる役柄を得意とし、人気俳優となっていく。同年、長男の弘樹も東映で主演デビューした。『柳生武芸帳』シリーズ（1961年 - 1963年）で主役の柳生十兵衛を演じる。剣戟スターとしては器用ではないが異様な迫力が人気を呼んだ。また速い剣捌きで迫力ある殺陣を魅せるため、通常より柄（つか）の長い刀を使用したのも近衛の発案によるものであった。
長いブランクからの映画界復帰、移籍だったため、既に確固としたスターシステムを確立していた東映では、"よそもん"、"外様"扱いされ、二線級スターに扱われた（大作映画では準主役や敵役筆頭などの扱いで、主演がほとんどない）が、この事について、フリーライター・永田哲朗は著書『殺陣 チャンバラ映画史』(現代教養文庫)で「昭和三十年代から四十二、三年ごろまで、東映、大映、松竹など、どの社の殺陣師に聞いても『一番アブラが乗っているのは近衛だろう』という答えが返ってきたぐらいで、私は『剣豪スター番付』を作ると必ず近衛を横綱に置いた」「電光石火のスピードと流れるような美しいフォームは他の追随を許さないほどだ」と絶賛。「東映は近衛ほどの逸材を擁しながら、二線級監督作ばかりに起用し、これを生かすことができなかった」と、近衛の処遇を惜しんでいる。

### テレビスターへの転身
1964年に東映京都撮影所所長に復帰した岡田茂が、映画での時代劇製作の打ち切りを宣言して、時代劇を徐々にテレビに移しつつ、任侠路線への転換を推進した。時代劇に関わる片岡千恵蔵や市川右太衛門、月形龍之介ら大物スターや、内田吐夢、伊藤大輔、田坂具隆、比佐芳武らが専属契約を解除され、松田定次や河野寿一、佐々木康らはテレビに移された。
近衛自身は1965年、49歳でテレビに進出。既に全盛期は過ぎていたが、NETテレビ（現・テレビ朝日）で放送されたテレビ時代劇『素浪人 月影兵庫』に主演。近衛の鬼気迫る立ち回りに加えて品川隆二演ずる焼津の半次とのコミカルな掛け合いが人気となり、ようやく茶の間でも人気を得た。素浪人シリーズは高視聴率のとれる人気番組として以降1969年『素浪人 花山大吉』と続いたが持病の糖尿病、高血圧が悪化、1970年末、ドクターストップがかかり一旦終了を余儀なくされる。
息子の松方弘樹が岡田茂の個人預かりだったこともあり、1971年、『日本やくざ伝 総長への道』と『暴力団再武装』の二本のヤクザ映画に出演した後、東映を退社し、フリーとなる。
1973年4月に『素浪人 天下太平』で素浪人シリーズを再開、同年10月には次男・祐樹と共演した『いただき勘兵衛 旅を行く』と継続したが、2年3ヶ月のブランクで既に最盛期の人気を取り戻すには至らず、近衛自身も「愛着はあるが、進歩が無い」と、自らこうしたコミカルな路線からの卒業を申し出てこの作品を最後にシリーズは終了となった。
テレビ出演の傍ら、映画やテレビ時代劇のゲスト、舞台への出演も精力的にこなしている。特に映画では1967年12月公開の大映作品『座頭市 血煙り街道』（監督：三隅研次）に主演の勝新太郎に請われて出演。勝演じる市と雪の降る中で繰り広げた迫真の殺陣シーンが評判となった。

### 晩年と死
テレビのレギュラーシリーズ終了後は単発でのゲスト出演などをこなすが、体力の低下が著しく、1976年には事実上引退状態となり、晩年は各種の会社経営者として余生を送った。トルコ風呂（ソープランド）やモーテル経営者でもあり、趣味の釣りを活かして釣り堀の経営も行った。釣りに関してはロケには必ず釣り竿を持参するほどの愛好家で、日本各地で釣りを楽しんだ。また、息子二人同様、酒豪で鳴らした。引退状態となった理由としては健康状態に加え、この年の7月25日に心の支えであった妻のやゑが胃がんのため死去したことが大きく影響していた。近衛は妻が亡くなる前に1度倒れている。糖尿に加え肝硬変や高血圧を抱えており、この時医師から「あなたの心臓は100までも生きられる心臓やけど、今度倒れたら生命に関わる」と宣告され、飲酒を厳しく戒められていた。しかし生きる張り合いを失ったことで、この直後から、それまで節制していた酒を浴びるように飲むようになり、釣り三昧の毎日となる。釣りの最中も傍らには酒瓶が転がっていたという。
京都府亀岡市の5千平方メートルの山林に、長男・松方と2000万円を共同出資し釣堀「天国」を作った。1977年5月20日、その釣堀「天国」で松方とヘラブナ釣りを楽しんでいた最中に脳内出血で倒れ、近所の南丹病院に搬送された。一時意識を取り戻すが左半身が麻痺、収縮期血圧は260を示す。脆くなった血管は次々と切れていく状態で近衛の病状は悪化の一途を辿り、22日夜からは昏睡状態となった。
1977年5月24日午前1時55分、意識が戻らないまま近衛は息を引き取った。63歳没。妻の死去から10か月後のことであった。既に病の影響で顔貌に往年の面影は全くなく、品川隆二が葬儀に参列した際には「顔を見ないでやってくれ」と言われたほど痩せ衰えていたという。出棺にあたっては松方と目黒祐樹が遺体に、好きだったスコッチ・ウイスキー「ジョニー・ウォーカー」を振りかけ、棺には愛用の柄の長い刀、へら竿や浮き、愛用の眼鏡3個、愛煙していたセブンスター10箱ほどなど、ゆかりの品が一緒に納められた。法名は「無侶院釋重道」。

### 家族
松方弘樹（長男）、目黒祐樹（次男）と2人の息子がともに俳優となったことでも知られる。近衛の孫たちは芸能界入りした者が多く、長男の松方は歌舞伎俳優・岩井半四郎の娘（次女）で女優の仁科亜季子と再婚、孫の仁科克基と仁科仁美をもうけた（1998年に離婚。なお、前々妻との間に目黒大樹、交際していた千葉マリアとの間に十枝真沙史をもうけている）。次男の目黒祐樹は『いただき勘兵衛旅を行く』で共演した女優の江夏夕子と結婚、長女の近衛はなをもうけた。

## 主な出演

### 映画
- ちりめん供養（1934年）
- 叫ぶ荒神山（1934年）
- 曲斬海道旅（1934年）
- 国柱日蓮大聖人（1935年）
- 奇人豪傑三人旅（1935年）
- 音讐やくざ節（1935年）
- 銀平くずれ格子（1935年）
- 浪人新風剣（1935年）
- 狂乱雪女郎 前編（1935年）
- 剣雲竜虎党（1935年）
- 狂乱雪女郎 後篇（1935年）
- 鍔鳴り兄弟鑑（1935年）
- 阿修羅八万騎（1935年）
- 子守唄赤城嵐（1935年）
- 肉弾鉄火隊（1935年）
- 妖雲怪奇城（1935年）
- 疾風蜥蝪鞘 百万両の凧 第一篇（1935年）
- 伊達姿元禄頭巾（1935年）
- 大岡政談 双竜一殺剣（1936年）
- 忠臣蔵シリーズ 神崎与五郎東下り（1936年）
- 疾風蜥蝪鞘 第二篇 怪盗綺平次（1936年）
- 疾風蜥蝪鞘 完結篇 蜥蝪鞘追放（1936年）
- 百万石加賀の若殿（1936年）
- 北時雨恋の旅笠（1936年）
- 忠臣蔵（1937年）
- 真田十勇士 前篇（1939年）
- 真田十勇士 後篇（1939年）
- 剣侠不知火（1939年）
- 京洛遊侠伝（1939年）
- 化粧蜘蛛 前篇（1939年）
- 化粧蜘蛛 後篇（1939年）
- 七化け蜥蝪大名（1939年）
- 帰って来た銀平（1939年）
- 忍術千一夜（1939年）
- 絵本忍術道場（1939年）
- 薩南大評定 前篇（1939年）
- 地平線（1939年）
- 快傑紅蜥蝪 前篇（1939年）
- 快傑紅蜥蝪 後篇（1939年）
- 義士外伝 神願誉れの名刀（1939年）
- 忍術水滸伝（1939年）
- 隠密三国誌 前篇（1940年）
- 神竜長州義士 前篇（1940年）
- 神竜長州義士 後篇（1940年）
- 隠密三国誌 後篇（1940年）
- 天保水滸伝（1940年）
- 渦巻く浮雲城 前篇（1940年）
- 渦巻く浮雲城 後篇（1940年）
- 隠密縁起 前篇（1940年）
- 隠密縁起 後篇（1940年）
- 水戸黄門（1940年）
- 清水二十八人衆（1940年）
- 勤王大和桜（1940年）
- 建設一代男（1941年）
- 柘榴一角（1941年）
- 時代の狼火（1941年）
- 十一人の顔（1941年）
- 暁雲武蔵ケ原（1941年）
- 黄金蟻地獄（1941年）
- 愛憎乱麻（1941年）
- 花火の舞（1941年）
- 大空の遺書（1941年）
- 江戸の鷹（1941年）
- 次郎長封印切り（1941年）
- 決戦般若坂（1942年）
- 戦艦大和（1953年）
- 伝七捕物帖 人肌千両（1954年）
- 伝七捕物帖 刺青女難 松竹京都（1954年7月6日）
- 伝七捕物帖 黄金弁天 松竹京都（1954年12月8日）
- 素浪人日和（1954年）
- 忠臣蔵 花の巻・雪の巻（1954年、松竹）- 堀部安兵衛
- 七変化狸御殿（1954年）
- 酔いどれ囃子（1955年）
- 喧嘩奴（1955年）
- 伊達男罷り通る 妙法院勘八（1955年）
- 風雲日月双紙（1955年）
- 八州侠客伝 源太あばれ笠（1955年）
- 元禄名槍伝 豪快一代男（1955年）
- 涙の花道（1956年）
- 流転（1956年）
- 女難屋敷（1956年）
- のんき侍大暴れ（1956年）
- 花笠太鼓（1956年）
- スタジオ超特急（1956年）
- 女優誕生（1956年）
- 京洛五人男（1956年）
- 紀州の暴れん坊（1956年）
- 酔いどれ牡丹 前篇 地獄の使者（1956年）
- 酔いどれ牡丹 後篇 深夜の美女（1956年）
- 相馬の唄祭（1956年）
- りんどう鴉（1957年）
- まだら頭巾剣を抜けば 乱れ白菊（1957年）
- 浪人街（1957年）
- 大忠臣蔵（1957年）
- 次郎帳外伝 石松と追分三五郎（1957年）
- 赤城の子守唄（1957年）
- 勇み肌千両男（1958年）
- 江戸群盗伝（1958年）
- 清水の佐太郎（1958年）
- 天保水滸伝（1958年）
- 女ざむらい只今参上（1958年）
- 浮世風呂（1958年）
- 忠臣蔵 暁の陣大鼓（1958年）
- 大東京誕生 大江戸の鐘（松竹、1958年、演：松本幸四郎）- 新門辰五郎
- 朝やけ雲の決闘（1959年）
- 江戸遊民伝（1959年）
- 大暴れ八百八町（1959年）
- 紀の国屋文左衛門（1959年）
- 柳生旅日記 天地夢想剣（1959年）
- 巌流島前夜（1959年）
- 大利根無情（1960年）
- あらくれ大名（1960年）
- 浪人市場 朝やけ天狗（1960年）
- 柳生旅日記 龍虎活殺剣（1960年）
- 砂絵呪縛（1960年）
- 旗本と幡随院 男の対決（1960年）
- 照る日くもる日（1960年）
- 天保六花撰 地獄の花道（1960年）
- 照る日くもる日 後篇（1960年）
- 遊侠の剣客 片手無念流（1960年）
- ひばり捕物帖 折鶴駕篭（1960年）
- 危うし!快傑黒頭巾（1960年）
- 次郎長血笑記 富士見峠の対決（1960年）
- 次郎長血笑記 殴り込み荒神山（1960年）
- 獄門坂の決闘（1960年）
- 嫁さがし千両勝負（1960年）
- 恋しぐれ千両勝負（1960年）
- 素浪人百万石（1960年）
- 地雷火組 完結篇（1960年）
- 遊侠の剣客 つくば太鼓（1960年）
- 鳴門秘帖（1961年）
- 柳生武芸帳（1961年）
- 柳生武芸帳 夜ざくら秘剣（1961年）
- 夜霧の長脇差（1961年）
- 赤穂浪士（1961年）
- 鞍馬八天狗（1961年）
- 月形半平太（1961年）
- 豪快千両槍（1961年）
- 怪談お岩の亡霊（1961年）
- 無法者の虎（1961年）
- 幽霊島の掟（1961年）
- 柳生一番勝負 無頼の谷（1961年）
- 赤い影法師（1961年）
- 暴れん坊一代（1962年）
- 千姫と秀頼（1962年）
- きさらぎ無双剣（1962年）
- 丹下左膳 乾雲坤竜の巻（1962年）
- 花と野盗の群れ（1962年）
- 祇園の暗殺者（1962年）
- 勢揃い関八州（1962年）
- 紀州の暴れん坊（1962年）
- 酔いどれ無双剣（1962年）
- 柳生武芸帳 独眼一刀流（1962年）
- ひばりの花笠道中（1962年）
- 稲妻峠の決闘（1962年）
- 唄祭り赤城山（1962年）
- 薩陀峠の対決（1962年）
- 関東遊侠伝 利根の朝焼け（1963年）
- 柳生武芸帳 片目の十兵衛（1963年）
- 中仙道のつむじ風（1963年）
- 夜霧の上州路（1963年）
- 狐雁一刀流（1963年）
- 柳生武芸帳 片目水月の剣（1963年）
- 十七人の忍者（1963年）
- 柳生武芸帳 剣豪乱れ雲（1963年）
- 雲の剣風の剣（1963年）
- 続・次郎長三国志（1963年）
- 月影忍法帖 二十一の眼（1963年）
- 柳生武芸帳 片目の忍者（1963年）
- 三匹の浪人（1964年）
- 車夫遊侠伝 喧嘩辰（1964年）
- 悪坊主侠客伝（1964年）
- 忍者狩り（1964年）
- 十兵衛暗殺剣（1964年）
- 博徒対テキ屋（1964年）
- 城取り（1965年）
- 主水之介三番勝負（1965年）
- やくざGメン 明治暗黒街（1965年）
- 十七人の忍者 大血戦（1966年）
- 日本大侠客（1966年）
- 座頭市血煙り街道（1967年）
- 人間魚雷 あゝ回天特別攻撃隊（1968年）
- 馬賊やくざ（1968年）
- 博徒一代 血祭り不動（1969年）
- めくらのお市 地獄肌（1969年）
- 日本やくざ伝 総長への道（1971年）
- 暴力団再武装（1971年）
- ちゃんばらグラフィティー 斬る!（1981年）

### テレビドラマ
- 姿三四郎（1963年）
- 剣（1964年）
- 水戸黄門（1964年）
- 風雲真田城（1964 - 1965年） - 伊達政宗
- 柳生武芸帳（1965年） - 柳生十兵衛
- 竜馬がゆく（1965年） - MBS / 東伸テレビ映画製作の30分ドラマ。32回、主演：中野誠也
- 素浪人 月影兵庫（1965 - 1967年） - 月影兵庫
- 俺は用心棒（1967年）
- 野次馬がいく 第4話「起て!堂々と」（1967年）
- げんこつとペン（1968年）
- 素浪人 花山大吉（1969年） - 花山大吉
- 柳生十兵衛 第24話「サムライ」（1970年） - 県団左衛門
- 大岡越前 第2部 第11話「騒乱」（1971年） - 中原弥兵衛
- 徳川おんな絵巻（1971年）
- 弥次喜多隠密道中（1971年）
- 忍法かげろう斬り 第22話「風魔の佳人（おんな）」（1972年） - 柳生十兵衛
- 父子鷹（1972年）
- 素浪人 天下太平（1973年） - 天下太平
- いただき勘兵衛旅を行く（1973年）
- 運命峠（1974年） - 柳生但馬守宗矩
- 徳川三国志（1975年） - 根来幻幽斎
- あがり一丁!（1976年）
- 運命峠（1993年） - 1974年の再編集版

### バラエティー番組
- スター千一夜（フジテレビ）

### CM
- 清酒黄桜 （1969年）、- 三浦布美子と共演
- Black & White （B&W、スコッチ・ウイスキー）（1975年、ドッドウェルジャパン） - 松方弘樹と共演